# 乔治·帕克 (作家)
乔治·帕克（1960年8月13日—）是一位美国剧作家、小说家、记者，主要作品有《刺客之门》（The Assassins' Gate: America in Iraq）、《下沉年代》（The Unwinding: An Inner History of the New America）等。